# Setge de Haarlem
El setge de Haarlem va tenir lloc entre desembre de 1572 i juliol de 1573 en el marc de la guerra dels Vuitanta Anys. Va ser dut a terme pel fill de Fernando Álvarez de Toledo y Pimentel —tercer duc d'Alba, governador dels Països Baixos espanyols i comandant de l'exèrcit espanyol—, conegut com a Don Fadrique.

## La campanya
Després de la presa de Brielle a mans dels captaires del mar, la ciutat va trigar un temps a unir-se a la revolta contra Felip II a causa de la reticència dels funcionaris, tot i que finalment el 4 de juliol de 1572 es va posar a favor del príncep d'Orange.
Durant la campanya d'aquella tardor de 1572 la ciutat de Zutphen va ser presa, el 17 de novembre i els seus habitants foren assassinats per les tropes espanyoles. L'1 de desembre li va tocar a Naarden que va córrer la mateixa sort.
La ciutat d'Amsterdam que encara era lleial a Felip II, va fer arribar a Haarlem el missatge de què era possible arribar a una solució negociada amb Don Fadrique, motiu pel qual la ciutat va enviar una delegació de quatre membres a iniciar les negociacions. El governador de la ciutat va convèncer a la milícia de romandre fidel a Guillem d'Orange i va substituir a l'administració de la ciutat per personatges afins a Guillem.
Quan la delegació enviada a Amsterdam va tornar se'ls va condemnar per traïció i van ser enviats al príncep Guillem.

## El setge
Després d'establir-se el setge ja el dia 18 de desembre s'ha situat la primera bateria de canons i, precipitadament, el dia 20 es dona el primer assalt al revellí que fracassa i obliga a Don Fadrique a establir un setge en tota regla.
La dificultat en aïllar completament a la ciutat de l'exterior va ser el motiu de la llarga durada del setge, ja que els assetjats rebien contínuament provisions i reforços de l'exterior. La proximitat del llac Haarlemmermeer permetia un enviament de reforços mitjançant embarcacions, i al gelar-se els camps i canals mitjançant trineus arrossegats per mules. Els holandesos també van utilitzar homes calçats amb patins per a fer arribar proveïments a la ciutat. Els assetjats feien sortides freqüents en les quals atacaven a les tropes espanyoles i durant les quals aprofitaven per introduir queviures. Es donava el cas que la situació dels assetjadors era pitjor que la dels assetjats, ja que les línies de subministrament de l'exèrcit espanyol estaven tallades constantment pels rebels holandesos.
El 17 de gener es va conquerir el revellí. Va seguir una guerra de mines en la qual els espanyols van intentar fer volar les defenses de la ciutat i els holandesos cavaven contramines per fer volar les mines dels espanyols. El 31 de gener es va llançar un altre assalt que de nou va acabar en fracàs.
Finalment el 29 de març amb l'ajut de la ciutat d'Amsterdam, els espanyols van tallar els accessos a Haarlem pel llac, aïllant completament a la ciutat. Des de l'exterior es va intentar entrar subministraments a la ciutat mitjançant homes equipats amb perxes per salvar els obstacles a través dels canals i zones inundades.
Amb la contínua arribada de reforços per les tropes de Don Fadrique i la millora en l'arribada dels subministraments per l'exèrcit espanyol, l'encerclament es va fer impenetrable. Gràcies a la captura d'un desertor, Don Fadrique va tenir notícia de l'escassetat i la fam que començaven a patir a la ciutat i sense llançar cap altre assalt, va esperar a rendir-la per gana.
El 8 de juliol el príncep d'Orange va intentar amb 5.000 homes entrar subministraments a la ciutat, patint grans pèrdues i perdent els aliments que transportaven. Les tropes espanyoles van desfilar davant les muralles de Haarlem amb les ensenyes capturades a les tropes de Guillem per donar-los-hi a entendre que ja no hi havia esperança. La ciutat es va rendir el dia 14. Mitjançant el pagament de 250.000 florins van evitar el saqueig i mort dels seus habitants, tot i que es va penjar a més de dos mil dels seus defensors.

## El resultat
Encara que finalment fossin derrotats, la prolongada resistència de la ciutat de Haarlem va ser una victòria moral dels holandesos, que van demostrar que era possible resistir-se a l'exèrcit espanyol.
El cost en diners i en homes del setge de Haarlem va resultar prohibitiu per a l'economia de la corona. Quinze dies després de la presa de la ciutat, els terços s'amotinaven per falta de pagues perdent així l'efecte de la conquesta.
La brutalitat i el salvatgisme que ambdues parts van balafiar en el setge de Haarlem es posa de manifest en accions com la decapitació d'un neerlandès per tirar el seu cap als defensors, al que van respondre amb la decapitació, el 27 de maig d'onze presoners lleials a la corona espanyola, per després llançar el seu cap contra les atacants amb la següent nota:
"Els de Haarlem paguen als d'Alba perquè no prossegueixi amb la guerra per no haver pagat la Dècima, deu caps i per usura de la dilació afegeixen l'onzè" fent al·lusió al tribut imposat pel duc per finançar l'exèrcit.